# Eberhard VIII. von Walsee

Stammwappen derer von Walsee

Eberhard VIII. von Walsee († 17. Juli 1363), aus dem Ministerialengeschlecht der Walseer, war von 1359 bis 1361 wie schon zuvor sein Großvater Ulrich I. von Walsee und sein Vater Ulrich II. von Walsee Landeshauptmann der Steiermark. Mit Eberhard VIII. starb die Linie Walsee-Graz aus.

## Leben
Im Juni 1354 nahm Eberhard VIII. gemeinsam mit seinem Vater Ulrich II. und seinen Verwandten Friedrich III. von Walsee-Graz und Friedrich II. von Walsee-Linz am Feldzug Herzog Albrechts II. und Kaiser Karls IV. gegen die Zürcher teil.
1359 übernahm Eberhard VIII. von Walsee von seinem Vater Ulrich das Amt des Hauptmanns in der Steiermark und dessen gesamten Besitz. 1361 trat er die Hauptmannschaft aber bereits wieder an Albero III. von Puchheim ab.

## Besitzungen
Eberhard VIII. vermachte einen großen Teil seiner Güter seiner Tante Diemut, den Grafen von Cilli und den Pettauern. Der Rest kam an die Walseer Verwandtschaft. Die Linie Walsee-Enns erbte die Riegersburg. Die Linie Walsee-Drosendorf erhielt die Burgen und Herrschaften Gleichenberg, Weinburg und Kapfenstein sowie die Pfandschaft Waxenegg. Die Linie Walsee-Linz ging fast leer aus.